# Comunidad de Municipios Serbios
Comunidad de Municipios Serbios (en serbio: Заједница српских оштина, ЗСО, ZSO), o la Asociación de Municipios Serbios (en albanés: Asociacioni i Komunave Serbe, AKS) es el nombre de la proyectada comunidad autónoma de municipios de mayoría serbia en Kosovo.
La propuesta de creación del ZSO es el resultado del Tratado de Bruselas de 2013. De acuerdo con la Carta Europea de Autonomía Local y la normativa de Kosovo, los municipios que participen en el proceso de creación de ZSO tendrán derecho a cooperar en el ejercicio de sus competencias.
Está previsto que esta comunidad esté formada por los municipios de Mitrovica Norte, Zubin Potok, Leposavić, Zvečan, Štrpce, Klokot, Gračanica, Novo Brdo, Ranilug y Parteš. También se discutió la inclusión del municipio de Gora en la Comunidad de Municipios Serbios. Sin el municipio de Gora, la ZSO representa aproximadamente el 16% del territorio de Kosovo, y con él, el 19%.
Las autoridades de Kosovo iniciaron el proceso de redacción del estatuto de la Comunidad de Municipios Serbios en abril de 2018. La Unión Europea dio instrucciones a las autoridades de Kosovo para que completaran la formación de la comunidad antes de agosto de 2018. No se sabe si la comunidad tendrá poderes ejecutivos.